# Zacznijmy od nowa (film 1979)
Zacznijmy od nowa – amerykańska komedia romantyczna z 1979 roku na podstawie powieści Dana Wakefielda.

## Fabuła
Phil Potter zostaje wyrzucony z domu przez żonę, która chce zrobić karierę. Przenosi się do Bostonu, gdzie z pomocą brata-psychiatry Mickeya próbuje się usamodzielnić. Zaczyna uczęszczać na terapię grupową dla rozwodników. Zaczyna się czuć lepiej, kiedy Mickey i jego żona Marva poznają go z Marilyn. Phil zakochuje się w niej, ale w mieście pojawia się jego żona.

## Obsada
- Burt Reynolds - Phil Potter
- Jill Clayburgh - Marilyn Holmberg
- Candice Bergen - Jessica Potter
- Charles Durning - Michael Potter
- Frances Sternhagen - Marva Potter
- Austin Pendleton - Paul
- Mary Kay Place - Marie
- MacIntyre Dixon - Dan Ryan
- Jay O. Sanders - Larry

i inni

## Nagrody i nominacje
Oscary za rok 1979
- Najlepsza aktorka - Jill Clayburgh (nominacja)
- Najlepsza aktorka drugoplanowa - Candice Bergen (nominacja)

Złote Globy 1979
- Najlepszy aktor w komedii lub musicalu - Burt Reynolds (nominacja)
- Najlepsza aktorka w komedii lub musicalu - Jill Clayburgh (nominacja)
- Najlepsza aktorka drugoplanowa - Candice Bergen (nominacja)
- Najlepsza piosenka - Better Than Ever - muz. Marvin Hamlisch; sł. Carole Bayer Sager (nominacja)